# Itai-itai

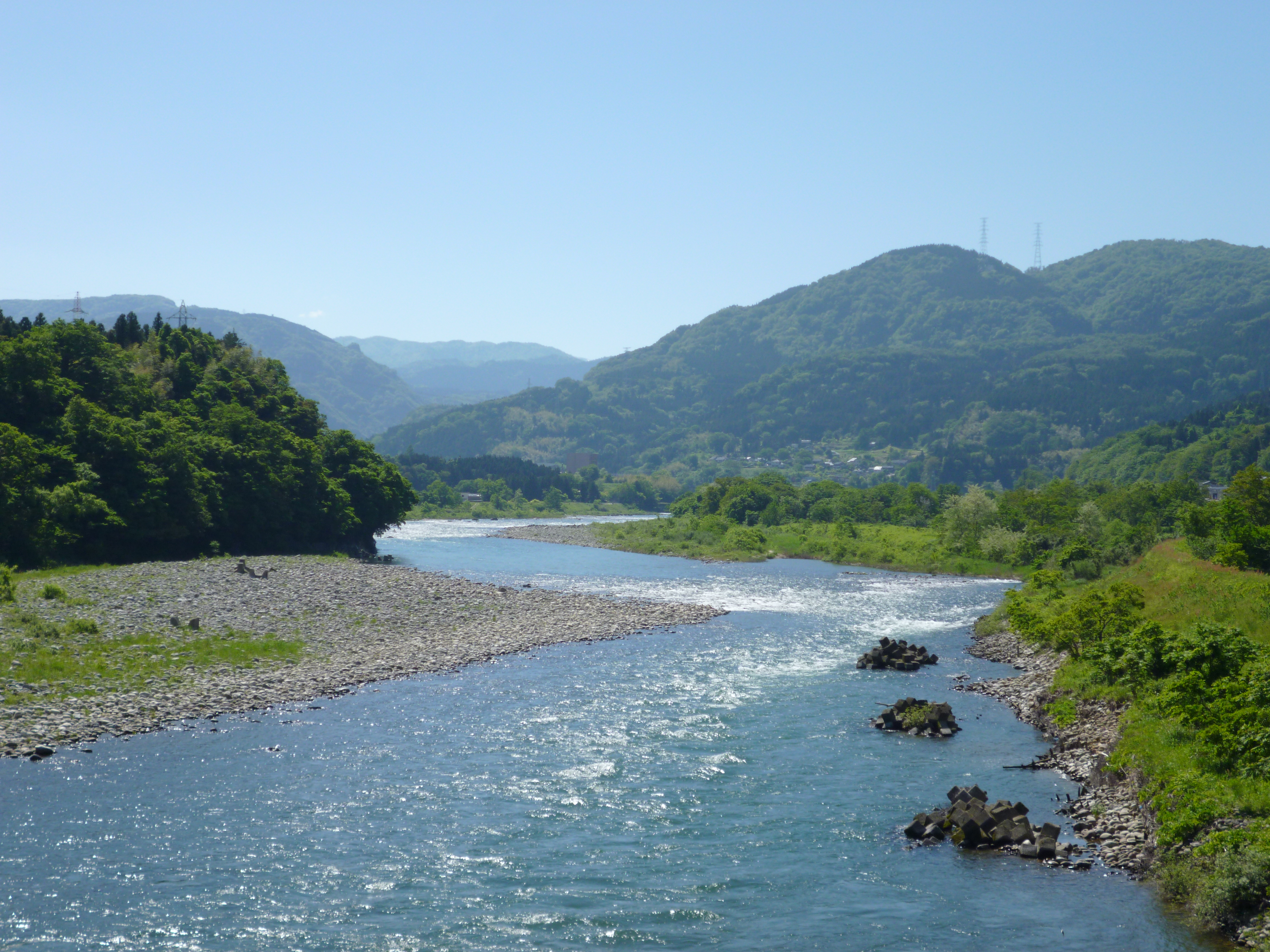
Jinzū River där industriavfall som innehöll kadmium dumpades.

Itai-itai-byō (イタイイタイ病 itai-itai byō), ungefär "aj-aj-sjukan" eller "ont-ont-sjukan", är det dokumenterade fallet av massiv kadmiumförgiftning i Toyama prefekturen, Japan, med början redan runt 1912. Förgiftningen ledde till benvävsuppmjukning och njursvikt. Det blev världens första stora kadmiumförgiftning i sitt slag. 
Sjukdomen fick sitt namn från de svåra smärtor (japanska: 痛い itai) som uppstod i leder och ryggrad. Termen itai-itai-byō hade myntats av lokalbefolkningen. Trots att de första symptomen visat sig redan 1912, skulle det dröja ända till 1955, innan man misstänkte kadmium som orsak till syndromet. 
Sjukdomssyndromet visade sig uppstå till följd av utsläpp av kadmium till floderna från gruvdriften runt bergen i Toyama. På så sätt kunde det sprida sig till bevattningen av risfälten och hamna i riset. Gruvbolagen blev med framgång stämda för de skador som de orsakat. Itai-itai-byō är känd som en av Fyra större föroreningskatastrofer i Japan.